# المعمرات (بنقردان)
المعمرات هي قرية وعمادة تونسية تابعة لمعتمدية بنقردان، تبعد قرابة 3 كلم على وسط مدينة بنقردان وتبلغ مساحتها 482 كلم مربع، بلغ عدد سكانها 7,038 نسمة حسب آخر إحصائيات سنة 2014

### مواضيع ذات علاقة
- معتمدية بنقردان.
- ولاية مدنين.